# BIOS
 For alternative betydninger, se BIOS (flertydig). (Se også artikler, som begynder med BIOS)
BIOS er i computerterminologi en forkortelse for Basic Input Output System. BIOS er det program som en pc kører for at få kontakt med diskenheder og tastatur, når den starter.
BIOS'en indeholder alle de oplysninger computeren skal bruge for at anvende den tilsluttede hardware. Før i tiden skulle man selv definere ny hardware i BIOS; nu er det blevet noget nemmere, da den selv finder ud af det meste. Dog er der stadig nogle situationer, hvor man skal hjælpe BIOS lidt på vej.
BIOS betragtes i dag som forældet og er så småt ved at blive afløst af Extensible Firmware Interface (EFI).
| Operativsystem | Spire Denne artikel relateret til styresystemer er en spire som bør udbygges. Du er velkommen til at hjælpe Wikipedia ved at udvide den. |